# Ruguk
Ruguk is een bestuurslaag in het regentschap Lampung Selatan van de provincie Lampung, Indonesië. Ruguk telt 4989 inwoners (volkstelling 2010).